# Gaby Bruyère
Pour les articles homonymes, voir Bruyère (homonymie).
Gaby Bruyère, de son vrai nom Gabrielle Josette Victorine Planche, est une actrice, danseuse et dramaturge française née le 3 juin 1914 à Mende (Lozère) et morte le 30 août 1978 à Cannes (Alpes-Maritimes).

## Biographie
Née sous le nom de Gabrielle Planche, elle prend le patronyme de sa mère comme nom de scène quand elle se rend à Paris pour jouer dans Les Aventures de Casanova. Sa carrière cinématographique ne sera pas très longue, elle sera néanmoins une actrice de théâtre reconnue.
Elle vit à Nîmes de 1930 à 1946.
Gaby Bruyère est inhumée au cimetière d'Arconsat (Puy-de-Dôme), ville d'origine de sa mère, alors que son père venait de Thiers.

## Cinéma
- 1946 : Un beau contrat, court métrage de Jean-Devaivre
- 1946 : Symphonies, court métrage de Jean-Devaivre
- 1946 : Les Aventures de Casanova, de Jean Boyer, première partie Les Chevaliers de l'aventure : une comédienne
- 1947 : Un flic de Maurice de Canonge : Ginette
- 1947 : Par la fenêtre de Gilles Grangier
- 1948 : Le Diamant de cent sous de Jacques Daniel-Norman
- 1948 : Les Casse-Pieds ou Parade du temps perdu de Jean Dréville
- 1948 : Sergil et le Dictateur de Jacques Daroy : Colette Marly
- 1948 : Trois Garçons, une fille de Maurice Labro : l'ami de Gilbert
- 1948 : Un cas sur mille - court métrage - de Jean-Pierre Feydeau
- 1951 : Le Plaisir de Max Ophüls (sketch : Le Masque) : Frimousse
- 1951 : La Vérité sur Bébé Donge de Henri Decoin : la fille dans le taxi
- 1952 : Les Dents longues de Daniel Gélin : Maud
- 1952 : Quand te tues-tu ? de Émile Couzinet
- 1952 : Mort en sursis - court métrage - de Jean Perdrix
- 1953 : Week-end à Paris  (Innocent in Paris) de Gordon Parry : Josette

## Théâtre

### Auteur
- 1959 : Cloche de mon cœur  (comédie musicale), mise en scène Maurice Guillaud
- 1964 : Les Cavaleurs, mise en scène Christian-Gérard, théâtre de la Potinière
- 1966 : Ange pur, mise en scène Francis Joffo, théâtre Édouard VII
- 1971 : La Maison de Zaza, mise en scène Robert Manuel, théâtre des Nouveautés

### Comédienne
- 1948 : Champagne, cigarettes et muse, comédie musicale de Dominique Nohain, théâtre Michel
- Pardon Madame de Romain Coolus et André Rivoire
- Le Cyclone de W. Somerset Maugham
- Liberté provisoire de Michel Duran
- L'École des contribuables de Louis Verneuil et Georges Berr
- 1950 : Madame est servie de Georges de Wissant et Jean Kolb, théâtre Daunou
- 1951 : Le Rayon des jouets de Jacques Deval, théâtre de la Madeleine

## Publication
- 1954 : Mémoires d'une starlett, éditions Calmann-Lévy, 1954 (autobiographie)

### Sources et références
1. ↑  Bastide et Durand 1999.